# Мейшо-Мару
Мейшо-Мару (Meisho Maru) — транспортне судно, яке під час Другої світової війни взяло участь у операціях японських збройних сил на Філіппінах та в архіпелазі Бісмарка.
Мейшо-Мару спорудили в 1941 році на верфі Nippon Kokan Zosensho в Йокогамі на замовлення компанії Meiji Kaiun.
2 грудня 1943 судно реквізували для потреб Імперського флоту Японії.
13 грудня 1943-го судно вийшло із японського порту Саєкі у складі конвою O-302, а 24 грудня прибуло на Палау (важливий транспортний хаб у західній частині Каролінських островів).
У першій половині лютого 1944-го Мейшо-Мару перебувало на атолі Трук у східній частині Каролінських островів (ще один транспортний хаб, через який до лютого 1944-го провадилось постачання гарнізонів у цілому ряді архіпелагів).
13 лютого судно разом з конвоєм O-905 вийшло до Рабаулу — головної передової бази в архіпелазі Бісмарка, з якої провадились операції на Соломонових островах. 16 січня за три десятки кілометрів на захід від острова Новий Ганновер конвой атакували летючі човни PBY «Каталіна», які потопили три з чотирьох суден, і в тому числі Мейшо-Мару. Загинуло 12 членів екіпажу.